# Pécsi Ércbányász Fúvószenekar
A Pécsi Ércbányász Fúvószenekar Pécs egyik neves fúvószenekara, mely évente két (tavaszi és őszi) házi hangversenyt ad. Ezen felül rendszeresen játszanak itthon és külföldön is fesztiválokon, rendezvényeken. A zenekar, melynek karmestere Szabó Ferenc, rendszeres szereplője a Pécsi Országos Színházi Találkozónak.

## Története
Az amatőr fúvószenekar 1957-ben az akkori Pécsi Uránércbánya Vállalaton belül alakult meg, volt katonazenészek közreműködésével. A kezdeti időszakot követően 1961-től a zenekar rendszeres résztvevője lett a fúvószenei rendezvényeknek, s repertoárját igényes zeneművekkel gazdagította. E korszakot Tölgyessy Tibor neve fémjelzi, ő 11 éven át (1959-1970), nyugdíjba vonulásáig volt a zenekar karnagya. Az első igazi siker is az ő nevéhez fűződik: 1968-ban "Aranylant" minősítést érdemelt ki a zenekar a Siklósi Fúvószenei Fesztiválon.
A zenekar fennállásának legsikeresebb korszaka 1972-ben vette kezdetét. Apáthy Árpád zenetanár vette át a karnagyi teendőket és a tárgyi feltételek is nagy mértékben javultak. A zenekart sok pénzzel támogatta a Mecseki Ércbányászati Vállalat. Azonban 1988-tól, főleg gazdasági okok miatt Apáthy és a zenekari tagok többsége sem tudta folytatni a zenekari munkában való részvételt. 1991 második fele hozta meg csupán a zenekar újjáéledését, melynek során új, fiatal tagokkal bővült ki. 1992-ben a zenekar felvette a ma is használatos Pécsi Ércbányász Fúvószenekar nevet.

## Sikerek
- 1968 - Aranylant diploma minősítés
- 1971 - Aranylant fokozat a Siklósi Fúvószenekari Fesztiválon
- 1973 - Első helyezés a Siklósi Fúvószenekari Fesztiválon
- 1975 - Arany diploma Szolnokon, A Népművelődési Intézet nívódíja
- 1976 - Előadói jog megszerzése a Magyar Rádióban
- 1977 - A Népművelődési Intézet nívódíja
- 1978 - Első helyezés a Siklósi Fúvószenekari Fesztiválon, a Kiváló Együttes cím elnyerése, Fúvószenekari cím elnyerése minősítő hangversenyen
- 1979 - Z-felvételi jog megszerzése a Magyar Rádióban
- 1981 - Koncert - fúvószenekari cím megerősítése minősítő hangversenyen, A Népművészeti Intézet nívódíja
- 1984 - Örökös Kiváló Együttes cím elnyerése, első helyezés a Siklósi Fúvószenekari Fesztiválon
- 1985 - Kiemelt Aranydiploma elnyerése minősítő hangversenyen
- 1988 - Első helyezés a Siklósi Fúvószenekari Fesztiválon, kiemelt Aranydiploma elnyerése minősítő hangversenyen,
- 1993 - Fesztiválzenekar cím elnyerése

(két aranydiploma: koncert és show kat.)
- 1994 - Első helyezés a Siklósi Fúvószenekari Fesztiválon
- 1995 - A Baranya Megyei Közgyűlés Kulturális Bizottságának nívódíja
- 1998 - Ausztriai minősítésen a "sehr gut" (nagyon jó) fokozat elérése
- 1999 - A Magyar Fúvószenekari Szövetség 9. országos minősítésén a kiemelt arany fokozat elnyerése koncertfúvós, nemzetiségi és show kategóriákban.

## Külföldi fellépések
- 1971 Csehszlovákia - Kolín, nemzetközi fesztivál
- 1973 Bulgária - Szófia, vendégszereplés
- 1974 Ausztria - Salzburg, vendégszereplés
- 1976 Franciaország - Confolens, folklór fesztivál
- 1978 NSZK - Weil der Stadt, vendégszereplés
- 1979 Finnország - Lahti, vendégszereplés
- 1984 Norvégia nemzetközi fesztivál
- 1988 NSZK - Wasseralfingen vendészereplés
- 1989 NDK - Karl Marx Stadt, vendégszereplés, Ausztria - Salzburg vendégszereplés
- 1994 Ausztria - Bécs, Bécsi Fúvószenei Ünnepi Hét
- 1999 Németország - Schlema, Európai Fúvószenekari Fesztivál
- 2002 Horvátország - Eszék, Németország - Schlema, Európai Fúvószenekari Fesztivál
- 2003 Horvátország - Eszék
- 2005 Horvátország - Eszék
- 2006 Horvátország - Valpovo, Eszék, Olaszország - Soave, Németország - Fellbach (Stuttgart)

## Lásd még
- Pécs kulturális élete
- Pécsi Vasutas Koncertfúvós Zenekar
- Pécsi Bordalfesztivál
- Pécsi Kamarakórus

## Külső hivatkozások
- A zenekar hivatalos oldala.
- Népek bordalai - Pécs Tv - Pecsuvácz Péter[halott link]